# King George V (DLR)

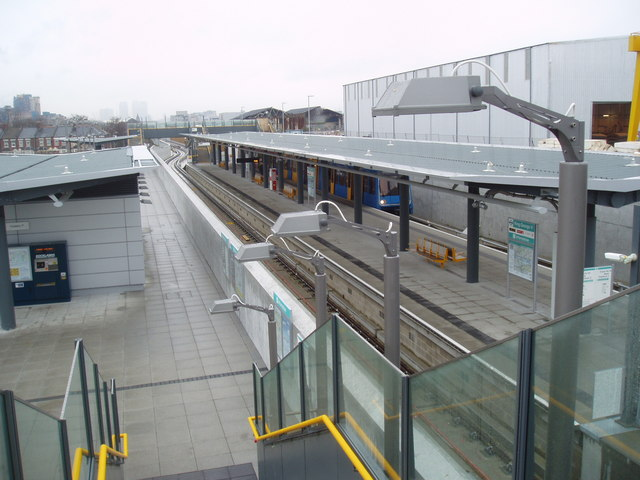
Station King George V

King George V ist eine Station der Docklands Light Railway (DLR) im Londoner Stadtbezirk London Borough of Newham. Sie liegt in der Travel Zone 3 an der Pier Road im Stadtteil North Woolwich, direkt am Südquai des King George V Dock. Im Gegensatz zu fast allen anderen Stationen der DLR befindet sich diese auf Straßenhöhe. Ein Gehweg führt zur Woolwich-Fähre.
Eröffnet wurde die Station am 2. Dezember 2005, zusammen mit der Zweigstrecke ab Canning Town. Sie ersetzte den Bahnhof North Woolwich an der North London Line, die ein Jahr später geschlossen wurde. Bereits ein halbes Jahr vor Fertigstellung der Strecke, im Juni 2005, begannen die Bauarbeiten an der Verlängerung nach Woolwich Arsenal. Diese führt in einem Tunnel unter der Themse hindurch auf die andere Seite des Flusses, die Eröffnung erfolgte am 12. Januar 2009.